# Wego Chiang
Wego Chiang, även känd som Chiang Wei-kuo, född 6 oktober 1916 i Tokyo, död 22 september 1997 i Taipei, var en kinesisk militär och viktig politiker i det nationalistiska Kuomintang-partiet.
Chiang föddes i Tokyo 1916, då ledningen i Kuomintang befann sig exil efter den kinesiske presidenten Yuan Shikais förföljelser mot oppositionen. Hans far var journalisten och ideologen Tai Chi-tao och hans mor Tais älskarinna Shigematsu Kaneko. Tai fruktade att den oäkta sonen skulle äventyra hans äktenskap och adopterade därför bort pojken till Chiang Kai-shek, som lät honom uppfostras som en medlem i Chiang-klanen i Xikou, Zhejiang. Släktskapet till Tai hölls länge hemligt och Wego Chiang erkände inte sitt släktskap offentligt förrän 1988.

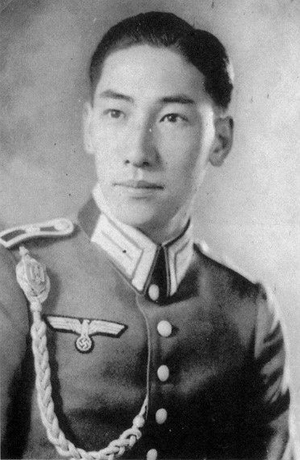
Wego Chiang som fanjunkare i Wehrmacht.

Vid mitten av 1930-talet sändes Chiang till Nazityskland för att studera vid militärhögskolan i München, där han bland annat genomgick träning som alpjägare och utnämndes till Gebirgsjäger. Efter examen tjänstgjorde Chiang en tid i Wehrmacht och kommenderade bland annat en pansarenhet vid Anschluss 1938. 
Han återkallades sedan till Kina för att tjänstgöra i Nationella revolutionära armén i det andra kinesisk-japanska kriget och i det kinesiska inbördeskriget. Han följde med sin adoptivfar till Taiwan efter kommunisternas maktövertagande 1949.
Han fortsatte att hålla höga positioner inom Taiwans försvar ända fram till 1964, då hans inblandning i ett kuppförsök ledde till att han fråntogs allt militärt inflytande.
Under slutet av sitt liv var Chiang en hård motståndare till den nye presidenten Lee Teng-huis politik, vilken Chiang ansåg göra för stora eftergifter till dem som ville ha ett självständigt Taiwan.